# Lost in Space Part I & II
Lost in Space Part I & II збірник Avantasia, виданий в 2008 році. Альбом включає композиції з синглів Lost in Space Part I і Lost in Space Part II, а також розширену версію титульної пісні за участю Міхаеля Кіске

## Список композицій
1. "Lost In Space" (3:52)
2. "Lay All Your Love on Me" (ABBA кавер) (4:23)
3. "Another Angel Down" (5:42)
4. "The Story Ain't Over" (4:59)
5. "Return To Avantasia" (0:47)
6. "Ride The Sky" (Lucifer's Friend кавер) (2:55)
7. "Promised Land" (4:52)
8. "Dancing with Tears in My Eyes" (Ultravox кавер) (3:53)
9. "Scary Eyes" (3:32)
10. "In My Defence" (Фредді Меркюрі кавер) (3:58)
11. "Lost In Space" (Наживо в Gatestudio) (4:36)
12. "Lost In Space" (Розширена версія) (5:08)

Треки 1 оригінальні з Lost in Space Part I і Lost in Space Part II

Треки з 2 по 6 оригінальні з Lost in Space Part I 

Треки з 7 по 11 оригінальні з Lost in Space Part II

Трек 12 ексклюзивно для iTunes

## Склад учасників
- тобіас Саммет - Вокал, бас-гітара
- Саша Пет - Ритм- і соло-гітара
- Ерік Сінгер - Ударні, вокал (Трек 6)
- Міхаель "Міро" Роденберг - Клавішні/Оркестровки

### Запрошені вокалісти
- Йорн Ланде (Треки 3, 7)
- Боб Кетлі (Трек 4)
- Аманда Сомервілль (Треки 1, 4, 10)
- Міхаель Кіске (Треки 7, 12)

### Запрошені музиканти
- Хеньо Ріхтер - Додаткова соло-гітара (Треки 3, 7, 8, 9)